# Vitrea striata
Vitrea striata is een slakkensoort uit de familie van de Pristilomatidae. De wetenschappelijke naam van de soort is voor het eerst geldig gepubliceerd in 1988 door Norris, Paul & Riedel.